# 화성신동중학교
화성신동중학교(華城新洞中學校)는 경기도 화성시에 있는 공립 중학교이다.

## 학교 연혁
- 2019년 3월 1일 : 개교